# Kind von Lagar Velho

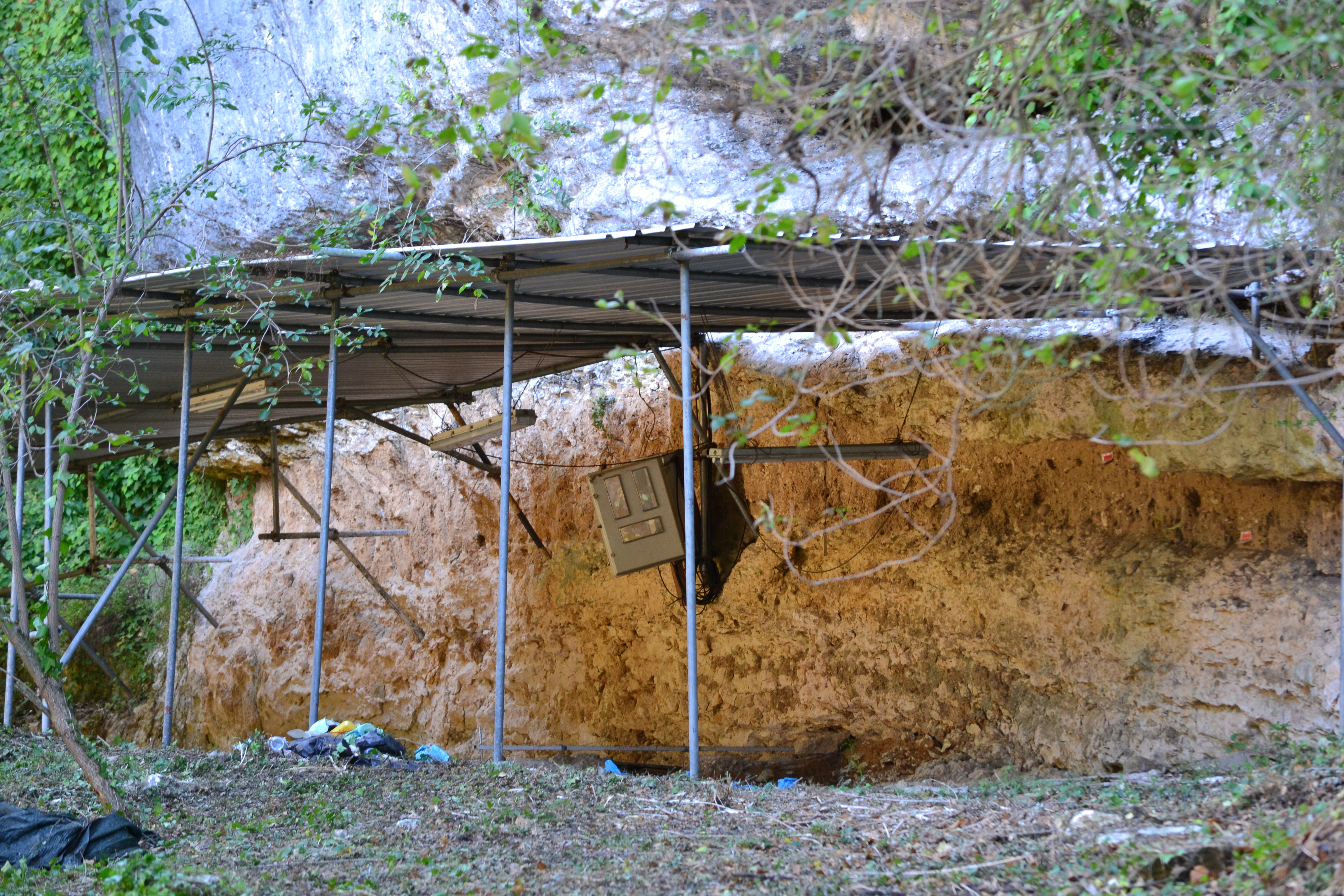
Abri do Lagar Velho

Als Kind von Lagar Velho wird ein ca. 28.000 Jahre altes Skelett bezeichnet, das im Dezember 1998 am Abri Lagar Velho in der Lapedo-Schlucht bei Leiria in Portugal, ca. 135 km nördlich von Lissabon, geborgen wurde. Das mit Hilfe der 14C-Methode datierte Individuum war zum Zeitpunkt des Todes vier bis fünf Jahre alt. Ihm wurden sowohl anatomische Merkmale des modernen Menschen (Homo sapiens) als auch des Neandertalers zugeschrieben. Ob es sich tatsächlich um einen Hybriden („Mischling“) handelte, war von Beginn an umstritten und wurde später zusätzlich durch zahlreiche Neudatierungen von Neandertaler-Funden infrage gestellt, denen zufolge die Neandertaler spätestens vor 39.000 Jahren (Cal BP) in Europa ausgestorben waren. Die Vermischungs-Hypothese wurde hauptsächlich vom US-amerikanischen Anthropologen Erik Trinkaus und vom portugiesischen Archäologen João Zilhão vertreten.

## Entdeckung und Ausgrabung
Das Skelett (Archiv-Bezeichnung: Lagar Velho 1) wurde am 28. November 1998 von den beiden portugiesischen Archäologie-Assistenten João Maurício und Pedro Souto entdeckt, die – nach Hinweis von einem Schüler aus einem benachbarten Dorf – in der Umgebung der Fundstelle einige prähistorische Felsmalereien untersuchten (Fundort: 39° 45' 25" N, 8° 43' 58" W). Dabei fiel ihnen ein Abri auf, der ihrer Vermutung nach im Paläolithikum als Lagerplatz gedient haben könnte. Bei der näheren Untersuchung fand man sogleich Steinartefakte als auch, in einem Tiergang, Langknochen, die wenig später von João Zilhão als juvenile menschliche Armknochen erkannt wurden. Zilhão stellte auch fest, dass die Knochen mit rotem Ocker eingefärbt waren, was zu der Annahme führte, es handele sich bei dem Fund um ein Kinderbegräbnis aus dem Gravettien.
Es war nicht klar, ob man außer den gefundenen Armknochen weiteres Skelettmaterial finden würde, da der Landeigner 1992 einen großen Teil Erde abgetragen hatte, um unter dem Felsüberhang Geräte wassergeschützt abstellen zu können.
Die Ausgrabungen begannen noch Mitte Dezember 1998, da das Forschungsteam in Sorge war, Schaulustige könnten die Fundstelle oder Teile davon zerstören. Außerdem waren die winterlichen Wetterbedingungen nachteilig für die Erhaltung von frei liegenden Knochen. Schnell fanden die Forscher Fragmente eines Schädels, zudem die fast vollständige linke Hälfte eines Unterkiefers, die Kinnregion prominent ausgeprägt, was die Ausgräber zu der Annahme veranlasste, dass es sich um ein Kind des modernen Homo sapiens handeln müsse. In weiteren Arbeitsschritten wurden Schulterregion, Brustkorb (Blockbergung), Becken sowie Beine einschließlich der Füße freigelegt. Der rechte Arm war nur sehr schlecht erhalten (lag am weitesten von der Felswand entfernt), ebenso der Schädel, der zumindest zu großen Teilen in einer Schicht gelegen hatte, die von der Erdabtragung betroffen war. Bereits am 7. Januar 1999 war die Bergung der Knochen beendet.

## Begräbnis und Beigaben
Das Kinderskelett wurde in ausgestreckter Rückenlage über den verkohlten Resten eines vor der Grablegung verbrannten Waldkiefer-Zweiges gefunden. Der Schädel lag im Osten auf der linken Seite, die Beine waren leicht angewinkelt, die rechte Hand lag direkt neben der Hüfte. Im Bereich des Halses wurde eine Strandschnecke (Littorina obtusata) in Form eines Anhängers in situ gefunden, die wohl dem Begräbnis zuzuordnen ist, außerdem eine weitere Schnecke in einer etwas höheren, gestörten Erdschicht. Auf der Stirn waren vier Rothirsch-Eckzähne als „Kopfschmuck“ drapiert, wohl symmetrisch nach ihrer Größe angeordnet (die kleineren Eckzähne an den Seiten, die größeren in der Mitte). Ein junges Kaninchen war auf den in ein Leichentuch oder ähnliches (dieses mit rotem Ocker eingefärbt) eingewickelten Leichnam gelegt worden; im Bereich des Unterschenkels wurden die später 14C-datierten Rippen und Wirbel in situ gefunden, weitere Skelettfragmente des Tieres lagen verstreut in der Grabgrube.
Außerdem wurden zwei Beckenknochen von zwei verschiedenen männlichen Rothirschen gefunden, ein rechtes Hüftbein im Bereich der Schulter (rechte Seite) des Kindes, ein linkes bei den Füßen. Wozu genau die beiden Knochen der Bestattung beigefügt wurden, ist unbekannt; mögliche Erklärungen sind, dass es sich um Konstruktionsmaterial für das Grab oder um Nahrungsbeigaben gehandelt hat.
Die gefundenen Strandschnecken und die Rothirsch-Eckzähne wurden genauestens begutachtet. Die Forscher wollten mit diesen Untersuchungen und Vergleichen mögliche Parallelen zwischen mittelpaläolithischen Begräbnissen und dem des „Lapedo-Kindes“ aufdecken, auch wenn das Vorhandensein von intentionalen Grabbeigaben in ersteren fraglich ist. Geht man aber von solcherlei Beigaben aus, so hat es sich im Mittelpaläolithikum sowohl bei Neandertaler- als auch Homo sapiens-Beisetzungen wohl meist um Steinartefakte und Objekte tierischer Abstammung gehandelt; neu im Jungpaläolithikum waren persönliche Gegenstände, Knochenwerkzeuge und die Nutzung von Ocker.
Die Wissenschaftler kamen zu folgendem Schluss: Die persönlichen Objekte und die Färbung mit Ocker seien Hinweise darauf, dass das Kind von Lagar Velho eher dem kulturellen System des Jungpaläolithikums als dem des Moustérien angehörte. Wenige mit dem Kind gefundene Überreste von Tieren (Rothirsch, Kaninchen, Pferd) legen zwar eine Datierung hin zum Mittelpaläolithikum nahe, allerdings sind solche Beigaben auch in etwa 25 Prozent früher jungpaläolithischer Gräber beschrieben.
Außerdem kommen die Autoren nach Untersuchungen von Grabbeigaben aus ganz Europa zu dem Schluss, dass die Wurzeln des Kindes im südeuropäischen Gravettien lagen (Auftreten von Rothirschzähnen, der Schneckenart, Farbe der Schnecken, wahrscheinliche Anordnung der Eckzähne).

## Das Skelett

### Schädelknochen
Der Schädel ist nicht vollständig erhalten. Außerdem wurde er nach Eintritt des Todes deformiert. Allerdings scheint die rechte Schädelhälfte davon nicht sonderlich betroffen zu sein; die Autoren weisen darauf hin, dass die gemessenen Werte als wichtig und „korrekt“ beachtet werden sollen. Die Schädelform des Kindes wird als eindeutig dem frühen und auch dem heute lebenden modernen Menschen ähnlich beschrieben; sie unterscheidet sich stark von Neandertalerschädeln. In den relativ dicken Parietalknochen hingegen sehen Trinkaus et al. eine Tendenz in Richtung Neandertaler.
Ein wichtiges, nur bei Neandertalern vorhandenes Merkmal ist die so genannte „suprainiac fossa“, eine kleine Vertiefung in einem bestimmten Bereich des Hinterhauptbeins. Eine solche Vertiefung haben die Forscher auch beim „Lapedo-Kind“ entdeckt, sie ist allerdings von der Form und Ausprägung her nicht identisch mit der von jugendlichen Neandertalern. Auf Grund des Fehlens dieses Merkmals beim Homo sapiens wird das Merkmal als eindeutiges Neandertalermerkmal angesehen. Der Processus mastoideus ist ein in dieser Ausprägung sowohl bei Neandertaler als auch Homo sapiens anzutreffendes Merkmal, obwohl er ein wenig gen Homo sapiens tendiert. Da das rechte Felsenbein fast vollständig erhalten ist, konnte der Gehörgang untersucht werden. Der Test ergab eine Tendenz in Richtung Homo sapiens, als eindeutig könne man die Resultate jedoch nicht bezeichnen.
Untersuchungen von Fragmenten des Mittelgesichts ergaben, dass in diesem Bereich nur Homo sapiens-Merkmale vorliegen; allerdings sind nur sehr wenige Fragmente von Oberkiefer und Nasenbein vorhanden. Beim Unterkiefer handelt es sich um eines der vollständigsten bis jetzt gefundenen jugendlichen Exemplare aus dem frühen Jungpaläolithikum in Europa. Die Kinnregion ist verhältnismäßig markant ausgeprägt, was nur bei Homo sapiens auftritt.

### Zähne
Anfang 2010 erschien ein Artikel über die erhaltenen 46 sowohl Milch- als auch bleibende Zähne (fehlend ein oberer und ein unterer Prämolar) des Kindes von Lagar Velho, die einer mikrotomographischen Untersuchung unterzogen worden waren. Anschließend wurden die Ergebnisse mit den Zähnen eines Neandertalers (Roc de Marsal 1; 2 bis 3 Jahre alt), des Kindes von La Madeleine (Magdalénien; 3 bis 4 Jahre alt) und eines heute lebenden Kindes verglichen. Einige der entdeckten Strukturen sind laut Trinkaus et al. üblicherweise nur bei Neandertalern zu finden. Die Autoren weisen allerdings auf die Komplexität von Zähnen hin und dass sich diese auch im Laufe der Evolution von Homo sapiens verändert haben.
Bei der Auswertung der Ergebnisse fiel auf, dass die Schneidezähne in ihrer Entwicklung im Vergleich zu den großen Backenzähnen eher verzögert, letztgenannte jedoch weiter entwickelt waren (in Bezug auf den heutigen modernen Menschen). Die Pulpahöhlen der Schneidezähne waren größer, der Zahnschmelz jedoch dünner als bei rezenten Menschen.
Trinkaus et al. kommen zu dem folgenden Schluss: Einige der Merkmale an den Zähnen konnten bei rezenten Menschen und rezenteren jungpaläolithischen Homo sapiens nicht nachgewiesen werden, Neandertaler jedoch weisen diese auf. Ausprägungen, die nur Homo sapiens aufweist, seien dabei weniger vorhanden.
Im Anschluss an das Fazit geben die Forscher allerdings zu bedenken, dass erst genauere Aussagen getroffen werden können, wenn mehr Zähne von jugendlichen Individuen aus den letzten 100.000 bis 200.000 Jahren untersucht wurden.

### Rumpf- und Extremitätenskelett
Das Skelett unterhalb des Schädels (das postcraniale Skelett) ist mit einem Erhaltungsgrad von mehr als 90 Prozent vollständiger als bei allen anderen jugendlichen Individuen aus dem Jungpaläolithikum. Die gefundenen Knochen legen robuste Beine nahe, im üblichen Rahmen für jugendliche Individuen des Jungpleistozäns. Das bereits erwähnte Verhältnis von Oberschenkelknochen- zu Schienbein-Länge (relativ kurzes Schienbein, ähnlich dem Neandertaler), welches Trinkaus zu der Hybriden-Hypothese veranlasste, wird im Zusammenhang mit den Untersuchungen der Beine als zentraler Befund herausgestellt.
Nach Vergleichen mit verschiedenen anderen Individuen, auch Messungen an lebenden Menschen, beschreiben Trinkaus et al. das Kind von Lagar Velho als für sein Alter klein im Vergleich zu anatomisch modernen Kindern. Jedoch schließen die Autoren Mangelernährung und direkte klimatische Einflüsse als Ursache praktisch aus – letzteres nach Studien an jungpaläolithischen Erwachsenen aus kälteren Gebieten, die relativ lange untere Extremitäten haben. (Anmerkung: in kälteren Regionen Körperoberfläche minimiert, um Wärmeverlust gering zu halten, in wärmeren Gegenden Körperoberfläche maximiert, um vor Überhitzung zu schützen [nach Schreider 1964]). Der eher schmale Körperbau lege eine genetische Verbindung zum jungpaläolithischen Homo sapiens nahe. Allerdings, und darauf weisen Trinkaus et al. gesondert hin, könne man auch unter Zuhilfenahme der Knochen nicht den ganz genauen Körperbau rekonstruieren, annähern könne man sich aber sehr wohl.

### Pathologien
Wichtig sind hier vor allem die sogenannten Harris-Linien, Strukturen innerhalb der Knochen, die auf Wachstumsstörungen hindeuten. Diese sind in mehreren Langknochen, so auch solchen des Beins, zu finden. Trinkaus et al. deuten diese als Anzeichen für Wachstumsstopps in der Kindheit, Ursachen wohl erhöhter „Stress“ kurz vor dem Tod, Erholung und dann erneuter „Stress“, der letztendlich mit dem Tod des Kindes in Verbindung zu bringen ist.
Auf Grund der wenigen, nicht stark ausgeprägten Pathologien kommen die Untersucher zu der Schlussfolgerung, dass das Individuum allgemein gesund gewesen sei.

## Die Hybriden-Hypothese
Bei der genauen Untersuchung der gefundenen Knochen fiel Erik Trinkaus eine Besonderheit auf: Das Verhältnis der Länge von Oberschenkelknochen (rechts) zu Schienbein (links) war kleiner als bei anderen bis dahin bekannten, frühen Vertretern des europäischen Homo sapiens – jugendlichen wie erwachsenen – üblich. Es glich eher dem des „La Ferrassie 6-Neandertaler-Kindes“. Trinkaus ließ seine Messungen überprüfen, sie waren fehlerfrei. Hieraus wurde ein erster Hinweis auf eine „Neandertaler-Abstammung“ abgeleitet. Als weiterer Hinweis wurde von Trinkaus ein Fund aus Peștera cu Oase interpretiert. Die Reaktionen auf die Veröffentlichung der Untersuchungen waren im wissenschaftlichen Bereich überwiegend abweisend.

## Kritik an der Hybriden-Hypothese
Die Interpretation der Skelettmerkmale des Kindes von Lagar Velho durch Trinkaus et al. ist umstritten und wird von vielen ihrer Fachkollegen abgelehnt. Der aus England stammende Anthropologe Ian Tattersall und sein US-amerikanischer Kollege Jeffrey H. Schwartz kritisierten die Hybriden-Hypothese – insbesondere unter Verweis auf Unterkiefer-Merkmale – in der gleichen Ausgabe von PNAS, in der auch die erste wissenschaftliche Beschreibung des Fundes erschien; ferner wurde auf eine kurz zuvor publizierte Studie verwiesen, der zufolge Schlussfolgerungen aus dem Vergleich noch Knochen-Proportionen für das späte Pleistozän unzuverlässig seien. In diesem Kommentar wird insbesondere die Annahme von Trinkaus et al. kritisiert, das Kind von Lagar Velho sei nicht bloß das „Produkt“ einer einzelnen Neandertaler/Homo sapiens-Liaison, sondern das „Ergebnis“ einer Kreuzung von Neandertaler und anatomisch modernem Menschen über mehrere tausend Jahre hinweg. Daraus würde folgen, dass Homo sapiens und Neandertaler zur selben Spezies gehören, letztgenannter „nur“ eine „merkwürdige“ Form des anatomisch modernen Menschen sei. Dieser Kommentar veranlasste Zilhão und Trinkaus zu einer E-Mail an Fachkollegen, in der sie ihre Kritiker angriffen, was kurz darauf von der Fachzeitschrift Science als „Neandertaler-Krieg“ (“Neandertal war”) kommentiert wurde. Tattersall und Schwartz sagten dazu, ihr „Verbrechen“ sei nichts anderes als eine „höfliche Meinungsverschiedenheit“ gewesen.
Tattersall und Schwartz haben sich auch die „Neandertalermerkmale“ an den Knochen angesehen. Der Beschreibung des Mastoidfortsatzes, dieser stünde von der Größe her zwischen Neandertaler und Homo sapiens, widersprechen Tattersall und Schwartz, da dieser Knochenbereich beim anatomisch modernen Menschen erst im Alter von ca. vier Jahren beginnt, deutlich zu wachsen, der Wachstumsprozess beim Kind von Lagar Velho also wohl gerade erst begonnen hat.
Die Ergebnisse der Untersuchungen der Zähne, vor allem die Größe der Zähne so stark zu gewichten und hierin einen Beleg für Neandertalervorfahren zu sehen, werden von Tattersall und Schwartz stark angezweifelt. Die Wissenschaftler führen einige absolut typische „Neandertalermerkmale“ vor allem in Bezug auf die Kronenform an, die das „Lapedo-Kind“ nicht einmal in Ansätzen aufweise.
Das Fazit der beiden Amerikaner ist, dass am Schädel keinerlei Anzeichen zu finden sind, die auf eine Abstammung von Neandertalern hindeuten. Auch zu den Körperproportionen des Kindes äußern sich die Autoren des kritischen Kommentars, solcherlei Indices zur Artbestimmung im Jungpleistozän seien nicht gesichert.
Tattersall und Schwartz bezeichnen den Fund als „stämmiges Gravettien-Kind“ („chunky Gravettian child“) und weisen darauf hin, dass im Zusammenhang mit Hybriden-Hypothese u. ä. noch viel Forschungsarbeit vonnöten sei.
Zu einer ähnlichen Einschätzung kam später auch der israelische Neandertaler-Experte Yoel Rak, der darauf hinwies, dass bei einem echten Hybriden die Merkmale stärker vermischt wären; ferner Katerina Harvati, die während eines Aufenthalts am Max-Planck-Institut für evolutionäre Anthropologie die Knochen von Neandertalern und Homo sapiens mit Hilfe dreidimensionaler bildgebender Verfahren verglich und daraus Hypothesen zur Gestalt von Hybriden ableitete.

## Belege
1. ↑  
Bethan Linscott, Thibaut Devièse, Cidália Duarte, Erik Trinkaus, João Zilhão: Direct hydroxyproline radiocarbon dating of the Lapedo child (Abrigo do Lagar Velho, Leiria, Portugal). In: Science Advances. Band 11, Nr. 10, 7. März 2025, Artikel eadp5769, doi:10.1126/sciadv.adp5769 (englisch). Dazu:
  - Sex mit Neandertalern: Rückblick auf einen Skandal. Auf: orf.at vom 10. März 2025.
  - Carly Cassella: Mysterious Twist Revealed in Saga of Human-Neanderthal Hybrid Child. Auf: sciencealert vom 10. März 2025.
2. ↑  Constance Holden: Ancient Child Burial Uncovered in Portugal. In: Science. Band 283, Nr. 5399, Januar 1999, S. 169, doi:10.1126/science.283.5399.169b (englisch).
3. ↑  Cidália Duarte et al.: The early Upper Paleolithic human skeleton from the Abrigo do Lagar Velho (Portugal) and modern human emergence in Iberia. In: PNAS. Band 96, Nr. 13, 1999, S. 7604–7609, doi:10.1073/pnas.96.13.7604, Volltext.
4. ↑  Tom Higham et al.: The timing and spatiotemporal patterning of Neanderthal disappearance. In: Nature. Band 52, Nr. 7514, 2014, S. 306–309, doi:10.1038/nature13621 (englisch).
 Neandertaler starben vor spätestens 39.000 Jahren aus. Auf: idw-online vom 20. August 2014.
5. ↑  João Zilhão, Erik Trinkaus (Hrsg.): Portrait of the Artist as a Child. The Gravettian Human Skeleton from the Abrigo do Lagar Velho and its Archaeological Context. In: Trabalhos de Arqueologia. Band 22, Instituto Português de Arqueologia, Lisboa 2002, S. 29, ISBN 972-8662-07-6.
6. ↑  Zilhão, Trinkaus 2002; 13.
7. ↑  Zilhão, Trinkaus 2002; 14.
8. ↑  Zilhão, Trinkaus 2002; 15.
9. ↑  Zilhão, Trinkaus 2002; 15, 16, 18.
10. ↑  Zilhão, Trinkaus 2002; 38.
11. 1 2  Zilhão, Trinkaus 2002; 177.
12. ↑  Zilhão, Trinkaus 2002; 257.
13. ↑  Zilhão, Trinkaus 2002; 258.
14. ↑  Zilhão, Trinkaus 2002; 268.
15. ↑  Zilhão, Trinkaus 2002; 271f.
16. ↑  Zilhão, Trinkaus 2002; 280f.
17. ↑  Zilhão, Trinkaus 2002; 317f., 324f.
18. ↑  Priscilla Bayle u. a.: Dental maturational sequence and dental tissue proportions in the early Upper Paleolithic child from Abrigo do Lagar Velho, Portugal. In: PNAS, Band 107, Nr. 4, 2010, S. 1338–1342, doi:10.1073/pnas.0914202107, Volltext (PDF; 291 kB)
19. ↑  Zilhão, Trinkaus 2002; 465
20. ↑  Zilhão, Trinkaus 2002; 390f.
21. ↑  Zilhão, Trinkaus 2002; 495.
22. ↑  Zilhão, Trinkaus 2002; 21f.
23. ↑  Zilhão, Trinkaus 2002; 23, 25.
24. ↑  Ian Tattersall, Jeffrey H. Schwartz: Hominids and hybrids: The place of Neanderthals in human evolution. In: PNAS. Band 96, Nr. 13, 1999, S. 7117–7119, doi:10.1073/pnas.96.13.7117, Volltext (PDF).
25. ↑  Trenton W. Holliday: Brachial and crural indices of European Late Upper Paleolithic and Mesolithic humans. In: Journal of Human Evolution, Band 36, Nr. 5, 1999, S. 549–566, doi:10.1006/jhev.1998.0289.
26. ↑  Patrimony Debate Gets Ugly. in: Science, Band 285, Nr. 5425, 1999, S. 195, doi:10.1126/science.285.5425.195a.
27. ↑  wörtlich: „Our crime was nothing more than polite disagreement“. In: Science. Band 285, Nr. 5432, 1999, S. 1355, doi:10.1126/science.285.5432.1355f.
28. ↑  Ian Tattersall: The Strange Case of the Rickety Cossack – and Other Cautionary Tales from Human Evolution. Palgrave Macmillan, New York 2015, S. 185, ISBN 978-1-137-27889-0.
29. ↑  Wörtlich wurde Yoel Rak so zitiert: „If you look at a mule, you don't have the front end looking like a donkey and the back end looking like a horse.“ In: Michael Balter: What – or Who – Did In the Neandertals? In: Science. Band 293, Nr. 5537, 2001, S. 1980–1981, doi:10.1126/science.293.5537.1980.
30. ↑  Katerina Harvati: 3-D geometric morphometric analysis of temporal bone landmarks in Neanderthals and modern humans. In: Ashraf M. T. Elewa (Hrsg.): Morphometrics. Applications in Biology and Paleontology. Springer-Verlag, 2001. S. 245–258